# Олимпијски комитет Србије
Олимпијски комитет Србије (ОКС) је национални олимпијски комитет Србије који организује спортисте за такмичење на Олимпијским играма и осталим мањим спортским догађајима. Чланови Комитета су 47 спортских савеза, који бирају Извршни одбор у саставу председника и седамнаест чланова.

## Историја
Олимпијски комитет Србије је основан 23. фебруара 1910. године под именом Српски олимпијски клуб на иницијативу младих официра школованих у Француској, међу којима је водећу улогу имао Светомир Ђукић. Основан је у редакцији листа Ново време на четвртом спрату хотела Москва у Београду, као прва званична олимпијска организација код Јужних Словена. 1911. године је променио име у Централни олимпијски клуб па је 17. јула 1912. добио име Олимпијски комитет Србије. На конгресу у Стокхолму, који је трајао од 4. до 17. јула 1912, примљен је у Међународни олимпијски комитет, а и Светомир Ђукић је постао члан МОК. Први пут на играма спортисти из Србије појавили су се на Олимпијским играма у Стокхолму 1912. године. Први олимпијци су били Душан Милошевић, трећи у квалификационој групи на 100 м (11,6) и маратонац Драгутин Томашевић, који је заузео 37. место.
Стварањем нове државе, 1919. године настаје и Југословенски олимпијски одбор са седиштем у Загребу. Југославија дебитује на првим Зимским олимпијским играма 1924. године са четворицом представника у скијашком трчању. Најбољи пласман остварио је Зденко Швигељ 32. местом на 50 км. Назив организације се мења у Југословенски олимпијски комитет, а 1927. се седиште враћа у Београд.
ЈОК је био организатор Зимских олимпијских игара 1984. у Сарајеву, а Београд је био кандидат за организацију летњих игара 1992. и 1996.
Од 1994. године се награђују најуспешнији спортисти и спортисткиње у појединачним спортовима, а од наредне године се проглашавају и најбоље екипе.
Како и држава мења име у Србија и Црна Гора, тако настаје и Олимпијски комитет Србије и Црне Горе. Након референдума о независности Црне Горе 2006., поново настаје Олимпијски комитет Србије, који наставља традицију претходних, а самостална Србија поново учествује, након 96 година, на Олимпијским играма у Пекингу 2008.

## Лого
- Лого Олимпијског комитета Србије (2006 – 2011, ћирилица)
- Лого Олимпијског комитета Србије (2006 – 2011, латиница)

## Председници
| Име и презиме        | Период      |
| -------------------- | ----------- |
| Никодије Стевановић  | 1910 – 1919 |
| Фрањо Бучар          | 1919 – 1927 |
| Душан Стефановић     | 1927 – 1931 |
| Стефан Хаџи          | 1931 – 1941 |
| Станко Блоудек       | 1948 – 1950 |
| Душан Кораћ          | 1950 – 1951 |
| Густав Влахов        | 1951 – 1952 |
| Борис Бакрач         | 1952 – 1960 |
| Милијан Неоричић     | 1960 – 1964 |
| Зоран Полич          | 1964 – 1973 |
| Гојко Секуловски     | 1973 – 1977 |
| Ђорђе Пеклић         | 1977 – 1981 |
| Слободан Филиповић   | 1981 – 1982 |
| Азем Власи           | 1982 – 1983 |
| Здравко Мутин        | 1983 – 1986 |
| Иван Мецановић       | 1986 – 1989 |
| Александар Бакочевић | 1989 – 1996 |
| Драган Кићановић     | 1996 – 2005 |
| Филип Цептер         | 2005        |
| Иван Ћурковић        | 2005 – 2009 |
| Владе Дивац          | 2009 – 2017 |
| Божидар Маљковић     | 2017 –      |

## Чланови МОК
| Име и презиме      | Период      |
| ------------------ | ----------- |
| Светомир Ђукић     | 1912 – 1948 |
| Фрањо Бучар        | 1920 – 1947 |
| Станко Блоудек     | 1948 – 1959 |
| Борис Бакрач       | 1960 – 1986 |
| Слободан Филиповић | 1987 – 1995 |
| Борислав Станковић | 1988 – 2005 |
| Ненад Лаловић      | 2015 –      |

## Извршни одбор
Извршни одбор за циклус 2017-2020 чине:
- Председник: Божидар Маљковић
- Члан МОК: Ненад Лаловић
- Почасни члан МОК: Борислав Станковић
- Председник Спортске комисије ОКС: Иван Миљковић
- Чланови:
- 10 чланова из спортских федерација: Мирко Нишовић (председник Кајакашког савеза), Жељко Трајковић (председник Рвачког савеза), Веселин Јевросимовић (председник Атлетског савеза), Зоран Гајић (председник Одбојкашког савеза), Предраг Даниловић (председник Кошаркашког савеза), Снежана Жугић (председник Савеза за скокове у воду), Ненад Петковић (председник Стрељачког савеза), Ива Поповић (председник Савеза за синхроно пливање), Милорад Кривокапић (председник Ватерполо савеза), Владета Радивојевић (председник Скијашког савеза)
- 3 члана бирана од стране ОКС: Жарко Зечевић, Богдан Обрадовић, Милица Мандић
- Члан Спортског савеза Србије: Александар Шоштар

## Савези

### Олимпијски спортови
| Савез                                 | Летње или Зимске | Седиште      |
| ------------------------------------- | ---------------- | ------------ |
| Атлетски савез Србије                 | Летње            | Београд      |
| Бадминтон савез Србије                | Летње            | Београд      |
| Бејзбол савез Србије                  | Летње            | Београд      |
| Биатлон савез Србије                  | Зимске           | Београд      |
| Бициклистички савез Србије            | Летње            | Београд      |
| Боб савез Србије                      | Зимске           | Нови Београд |
| Боксерски савез Србије                | Летње            | Београд      |
| Ватерполо савез Србије                | Летње            | Београд      |
| Веслачки савез Србије                 | Летње            | Београд      |
| Гимнастички савез Србије              | Летње            | Београд      |
| Голф асоцијација Србије               | Летње            | Београд      |
| Једриличарски савез Србије            | Летње            | Београд      |
| Кајакашки савез Србије                | Летње            | Београд      |
| Карате савез Србије                   | Летње            | Београд      |
| Национални савез за карлинг Србије    | Зимске           | Београд      |
| Клизачки савез Србије                 | Зимске           | Београд      |
| Кошаркашки савез Србије               | Летње            | Београд      |
| Мачевачки савез Србије                | Летње            | Београд      |
| Одбојкашки савез Србије               | Летње            | Београд      |
| Пливачки савез Србије                 | Летње            | Београд      |
| Рагби савез Србије                    | Летње            | Београд      |
| Рвачки савез Србије                   | Летње            | Београд      |
| Рукометни савез Србије                | Летње            | Београд      |
| Савез за коњички спорт Србије         | Летње            | Београд      |
| Савез за синхроно пливање Србије      | Летње            | Београд      |
| Савез за скокове у воду Србије        | Летње            | Београд      |
| Савез Србије за дизање тегова         | Летње            | Београд      |
| Савез хокеја на леду Србије           | Зимске           | Београд      |
| Савез хокеја на трави Србије          | Летње            | Београд      |
| Санкашки савез Србије                 | Зимске           | Нови Београд |
| Скијашки савез Србије                 | Зимске           | Београд      |
| Софтбол савез Србије                  | Летње            | Београд      |
| Спортско пењачки савез Србије         | Летње            | Београд      |
| Српска триатлонска унија              | Летње            | Нови Београд |
| Стонотениски савез Србије             | Летње            | Београд      |
| Стреличарски савез Србије             | Летње            | Београд      |
| Стрељачки савез Србије за летеће мете | Летње            | Београд      |
| Стрељачки савез Србије                | Летње            | Београд      |
| Теквондо асоцијација Србије           | Летње            | Београд      |
| Тениски савез Србије                  | Летње            | Нови Београд |
| Фудбалски савез Србије                | Летње            | Београд      |
| Џудо савез Србије                     | Летње            | Београд      |

### Остали савези
| Савез                              | Седиште |
| ---------------------------------- | ------- |
| Параолимпијски комитет Србије      | Београд |
| Спортски савез Србије              | Београд |
| Савез тренера Србије               | Београд |
| Удружење олимпијаца Србије         | Београд |
| Удружење за медицину спорта Србије | Београд |